# 大塚地域自治区
大塚地域自治区（おおつかちいきじちく）は、宮崎県宮崎市の地域自治区の一つ。旧宮崎市域の中部に位置する。

## 地理
大塚町と江南からなる。東端は大淀川西岸に面する。旧大淀町北部の地域に当たり、区域のほぼ全域を大塚町が占める。
大塚地区の歴史は古く、平安時代の荘園「大墓（塚）別符」の時代より開発され、室町時代には日向国の守護大名、土持氏の居城である蓬莱山城が置かれた。
大塚町は旧宮崎市街の住宅地として発展し、幹線道路沿いは市街地中心部から連続して商業地となっている。また、江南は丘陵部に開発されたニュータウンである。

### 町域
- 大塚町
- 江南一丁目～四丁目

## 歴史
- 1889年5月1日 - 町村制施行により宮崎郡大淀村が発足。
- 1916年2月11日 - 町制施行。
- 1924年4月1日 - 宮崎町・大宮村と合併し宮崎市となる。
- 2006年1月1日 - 旧大淀町北部が大塚地域自治区となる。

## 地域

### 教育
- 宮崎市立大塚小学校
- 宮崎市立江南小学校
- 宮崎市立大塚中学校
- 宮崎県立宮崎西高等学校・附属中学校

### 文化施設
- 大塚公民館

## 交通

### 道路
- 国道10号
- 宮崎県道17号南俣宮崎線
- 宮崎大橋
- 高松橋

## 名所・旧跡・観光スポット・祭事・催事
- 蓬莱山城址
- 大淀古墳群